# لشچاوا گورنا
لشچاوا گورنا (به لاتین: Leszczawa Górna) یک روستا در لهستان است که در گمینا بیرچا واقع شده‌است.